# Marathon 2: Durandal
Marathon 2: Durandal è uno sparatutto in prima persona, seguito di Marathon.
È stato sviluppato da Bungie Software, che ne ha curato anche la pubblicazione, inizialmente per Apple Macintosh; in seguito è stato convertito per Microsoft Windows e nel 2007 è stato reso disponibile per il servizio Xbox Live Arcade.
Così come il resto degli episodi della serie, è stato reso freeware nel 2005.